# Vivseanivka, Novîi Buh
Vivseanivka (în ucraineană Вівсянівка) este un sat în comuna Barativka din raionul Novîi Buh, regiunea Mîkolaiiv, Ucraina.

## Demografie
Componența lingvistică a localității Vivseanivka
     Ucraineană (94,66%)
     Rusă (3,2%)
     Română (1,78%)
Conform recensământului din 2001, majoritatea populației localității Vivseanivka era vorbitoare de ucraineană (94,66%), existând în minoritate și vorbitori de rusă (3,2%) și română (1,78%).